# Basílica Santuário Nossa Senhora da Conceição
A Basílica Santuário Nossa Senhora da Conceição é um templo religioso católico que integra a Diocese de Itapetininga. Localiza-se na Praça da Matriz, no centro da cidade de Tatuí, Estado de São Paulo, Brasil. A construção do prédio, iniciada em 1887, representa um patrimônio histórico que preserva detalhes arquitetônicos do século XIX e conta com afrescos pintados pelo artista plástico piracicabano Mário Tomazzi. O templo foi tombado por decreto municipal em junho de 2007. 

## História
Na segunda década de 1800, quando o então Príncipe Regente do Império Brasileiro, tendo ouvido os insistentes apelos dos fiéis cidadãos da pequena aldeia, decidiu autorizar a construção de uma pequena capela, que deveria ser dedicada à veneração da Conceição de Maria.
Foi assim que o quinto Bispo da Província de São Paulo, Dom Matheus de Abreu Pereira, criou a primeira paróquia da cidade em 1818, nomeando como primeiro pároco o padre Anacleto Dias Baptista, em 4 de Janeiro de 1822.
No ano de 1829, Nossa Senhora da Conceição passa a ser a Padroeira de Tatuí, ano este que o Bispo Dom Manoel Joaquim Gonçalves de Andrade de São Paulo, deu licença para construção da Igreja que somente foi iniciada em 1884 ano de colocação da pedra fundamental da igreja, cuja solenidade foi presidida pelo tatuiano Cônego João Clímaco de Camargo.
Com base em arquivos e documentos históricos, é possível dizer que a cidade de Tatuí, como é hoje, nasceu em torno desta capela dedicada à Imaculada Conceição. Os camponeses queriam que o símbolo material da presença de Deus estivesse mais perto deles.
Em 4 de dezembro de 1927, aconteceu a inauguração do relógio instalado na torre da igreja. Em 8 de dezembro de 2006, ocorreu a Cerimônia de Dedicação da Igreja e de seu altar, pelas mãos do bispo de Itapetininga, Dom Gorgônio Alves da Encarnação Neto; no mesmo dia, a Igreja foi eleita como Patrimônio Histórico e Cultural da cidade.

## Tombamento
Já em 9 de junho de 2007, foi assinado pelo então prefeito de Tatuí, Luiz Gonzaga Vieira de Camargo, o decreto de Tombamento da Igreja Matriz, que passou a integrar o conjunto de prédios históricos do município.
Em 2009, após pedido do então pároco, padre Milton de Campos Rocha, Dom Gorgônio elevou a Igreja a Santuário, em 8 de dezembro daquele ano.

## Elevação a Basílica Menor
O projeto de elevação da Igreja Matriz a Basílica Menor se iniciou após aprovação do bispo e dos padres que compõe a “Região Pastoral de Tatuí”. A Conferência Nacional dos Bispos do Brasil (CNBB), em carta enviada por seu presidente, o arcebispo de Belo Horizonte (MG), Dom Walmor Oliveira de Azevedo, consentiu com o projeto. Por fim, a Congregação para o Culto Divino e a Disciplina dos Sacramentos, também por meio de correspondência, aprovou a abertura do processo enviando o questionário.
Após a autorização da Santa Sé para a abertura do processo, o questionário a respeito da igreja, como sua parte estrutural, artística e religiosa, foi respondido. Além disso, também foi enviado um álbum de fotos da igreja, que ilustra todos os itens descritos no questionário, como objetos litúrgicos e imagens de santos. Um arquivo com toda a história do templo e a história da imagem de São João do Benfica também foram enviados.
No dia 23 de agosto de 2021, por meio do signatário da Diocese de Itapetininga, Leonardo Costa de Camargo Barros, o questionário, juntamente com o álbum de fotos da Igreja, foram entregues para a análise da “Congregação para o Culto Divino e a Disciplina dos Sacramentos”.
Dias depois, durante a Audiência Geral do Papa Francisco, na Basílica de São Pedro, no Vaticano, o jovem entregou pessoalmente ao Pontífice uma cópia do processo. Desde então, o Santuário, tombado pelo Conselho de Defesa do Patrimônio Histórico e Artístico de Tatuí (CDPHA), aguardava uma resposta da Santa Sé.
Com a elevação, a Igreja Matriz de Tatuí se tornou a 74ª basílica menor do Brasil, a 22ª do estado de São Paulo e a 2ª da diocese de Itapetininga, juntamente com a basílica de São Miguel Arcanjo, na cidade homônima, que conquistou a elevação em 2018.